# Кандзі Ісівара

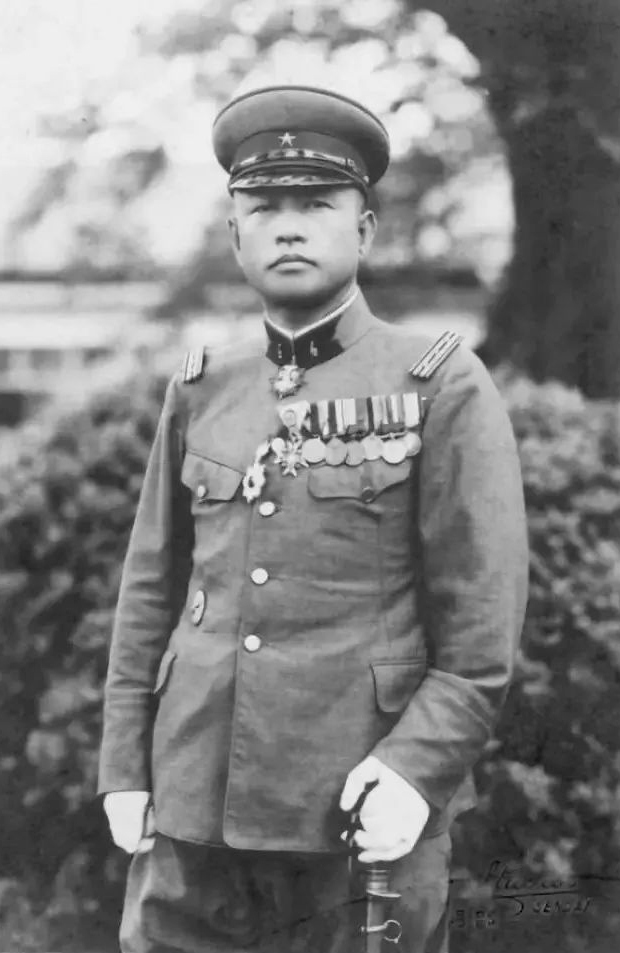
Генерал Кандзі Ісівара 1934 рік.

Кандзі Ісівара  (18 січня 1889 — 15 серпня 1949) (яп. 石原 莞爾) був японським генералом імператорської армії Японської імперії під час другої світової війни. Він та японський генерал Сейсіро Ітагакі були головними відповідальними за «Мукденський інцидент» який стався в Маньчжурії в 1931 році.                   

## Раннє життя
Кандзі Ісівара народився в Японській імперії в місті Цуруока, префектура Ямаґата, в родині японського самурая. Його батько був офіцером японської поліції, але оскільки його клан підтримував Сьоґунат Едо, а потім північний альянс під час громадянської війни в Японії відомої як «війна Босін» під час Реставрації Мейдзі члени його клану не мали права займати вищі державні посади в Японській імперії.
У 13 років Кандзі Ісівара був зарахований до військової підготовчої школи. Згодом він був прийнятий до 21 класу військової академії армії Японської імперії, яку закінчив у 1909 році. Кандзі Ісівара служив у 65-му піхотному полку японської армії в Кореї після її анексії (окупації) Японською імперією в 1910 році, а в 1915 році він склав іспити для вступу до 30 класу вищої військової академії армії Японської імперії. У 1918 році він закінчив своє навчання й став другим у своєму класі.
Кандзі Ісівара провів кілька років на різних військових посадах, а потім був обраний для направлення на навчання до Німеччини на посаду військового аташе. Він перебував в Берліні та Мюнхені з 1922 по 1925 рік, зосереджуючись на військовій історії та військовій стратегії. Він найняв кількох колишніх офіцерів генеральний штаб Німецької імперії, щоб вони їх навчали, і коли він повернувся до Японської імперії, він мав значний досвід у військовій теорії та воєнній доктрині.
Перед від'їздом до Німеччини Кандзі Ісівара прийняв буддизм японської секти Нітірен-сю. Монах Нічірен навчав, що період масового конфлікту передуватиме золотій епосі людської культури, в якій істина буддизму переможе. Японська імперія стане центром і головним проповідником віри, яка охопить увесь світ. Кандзі Ісівара  відчував, що період світового конфлікту швидко наближається, і Японська імперія, покладаючись на своє світоглядне бачення відоме як «кокутай» і свою священну місію «звільнити» Республіку Китай, приведе об’єднану Східну Азію до перемоги над Західним світом (Західними великими державами й імперіями).
Кандзі Ісівара також був лідером напіврелігійної та паназіатської організації, під назвою «Руху Східно-Азіатської Ліги».

## В Маньчжурії
Кандзі Ісівара був призначений інструктором до вищої військової академії армії Японської імперії, а потім працював у штабі японської квантунської армії, яка була розташована в Маньчжурії. Він прибув туди наприкінці 1928 року, через кілька місяців після вбивства китайського військовика і політика Чжан Цзолінь. Кандзі Ісівара швидко зрозумів, що заплутана політична ситуація на півночі Республіки Китай разом з уже значними економічними інвестиціями Японської імперії в цей регіон надали японській квантунській армії унікальну можливість. Він і японський полковник Сейсіро Ітагакі почали розробляти план, як скористатися цією ситуацією.
18 вересня 1931 року окремі особи з японської квантунської армії таємно заклали бомбу на колії контрольованої Японською імперією південно-маньчжурської залізниці. Після цього вони звинуватили китайських солдатів у нападі на залізничну лінію, Кандзі Ісівара наказав японським військам захопити китайські військові казарми які були розташовані в сусідньому місті Лютіаокоу. Потім Кандзі Ісівара наказав частинам японської квантунської армії захопити контроль над усіма іншими містами Маньчжурії, не повідомивши про це нового головнокомандувача японської квантунської армії генерала Сігеру Хондзьо таГенеральний штаб імперської армії Японської імперії який знаходився в Токіо.
Раптове вторгнення японської квантунської армії в Маньчжурію викликало занепокоєння політичних лідерів Японської імперії та викликало засудження країни з боку міжнародної спільноти. Кандзі Ісівара вважав, що найімовірніше, що він буде страчений або принаймні безчесно звільнений з японської армії за свою непокору. Однак успіх цієї військової операції приніс якраз протилежне. За сміливість та ініціативу Кандзі Ісіварою захоплювалися японські праві молоді офіцери та японські ультранаціоналістичні товариства. Кандзі Ісівара  повернувся до Японської імперії та отримав командування 4-м піхотним полком японської армії в місті Сендаї.

## Світогляд та армійські революціонери
У 1935 році Кандзі Ісіварою був призначений до Генерального штабу імперської армії Японської імперії на посаду начальника оперативного управління, що дало йому основну відповідальність за формулювання свого бачення майбутнього Японської імперії. Кандзі Ісіварою був рішучим прихильником світогляду «Паназійства» та філософії політичної й військової доктрини «хокушин-рон» («удар на північ»), на противагу філософії іншої політичної й військової доктрини «наньшін-рон» («удар на південь»), яку підтримував Імператорський флот Японської імперії. Політична й військова доктрина «хокушин-рон» стверджувала що Японська імперія повинна об’єднатися з японською маріонетковою державою Маньчжоу-Го і Республікою Китай, щоб сформувати «Лігу Східної Азії», яка потім готуватиметься до війни та буде вести війну з Радянським Союзом. Після поразки Радянського Союзу, Японська імперія могла рухатися на південь, щоб звільнити південно-східну Азію від європейського колоніального панування. Після цієї перемоги Японська імперія буде готова вести війну з США.
Однак для того, щоб реалізувати ці плани Японській імперії потрібно було б розбудувати свою економіку та армію. Кандзі Ісівара уявляв Японську імперію однопартійною «державою національної оборони» з системою командної економіки, в якій політичні партії були б скасовані, а продажні політики та жадібні бізнесмени були усунені від влади.
Однак Кандзі Ісівара не закликав до так званої «реставрації Сьова» та насильницького повалення уряду Японської імперії. Коли в 1936 році стався інцидент відомий в історії Японії як інцидент 26 лютого, повстанці вбили низку провідних японських політиків і урядових лідерів і вимагали зміни уряду відповідно до філософії яку сповідував пан Кандзі Ісівара. Однак Кандзі Ісівара розвіяв їхні надії різко виступивши проти повстання та вимагав оголосити воєнний стан. Після того як заступник начальника штабу пан Хадзіме Сугіяма стягнув війська з гарнізонів навколо Токіо, Кандзі Ісівара був призначений оперативним офіцером штабу воєнного стану.

## Повернення в Маньчжоу-Го і звільнення з японської армії
У березні 1937 року Кандзі Ісівара отримав звання генерал-майора імператорської армії Японської імперії й був переведений назад до Маньчжоу-Го заступником начальника штабу японської квантунської армії. На своє розчарування він виявив що його армійські колеги не мали наміру створювати новий пан азійський рай і були цілком задоволені тим, що грали роль звичайних колоніальних окупантів. Кандзі Ісівара засудив керівництво японської квантунської армії та запропонував скоротити зарплату всім її офіцерам. Кандзі Ісівара протистояв головнокомандувачу японської квантунської армії генералу Тодзьо Хідекі щодо виділення ним коштів клубу офіцерських дружин. Після того, як Кандзі Ісівара став проблемою для старших офіцерів, він був звільнений від командування та переведений на місцеву армійську базу в Майдзуру, на березі моря поблизу Кіото.
Повернувшись у Японську імперію пан Кандзі Ісівара почав аналізувати радянську тактику під час боїв на Халхин-Голі де японські війська зазнали поразки, він пропонував контрстратегію, яку мала прийняти японська армія. Кандзі Ісівара писав і виступав з публічними зверненнями, продовжуючи виступати за партнерство Ліги Східної Азії з Республікою Китай і Маньчжоу-Го та продовжуючи протистояти другій японсько-китайській війні. У 1939 році Кандзі Ісівара став генерал-лейтенантом і отримав командування 16 дивізією японської армії.
Політичні вороги Кандзі Ісівари серед яких був і Тодзьо Хідекі який досяг найвищих чинів в Японській імперії, вважав що відвертого Кандзі Ісівари слід звільнити з японської армії, але боявся реакції японських молодих офіцерів і японських правих активістів. Одначе після того, як Кандзі Ісівара публічно засудив Тодзьо Хідекі як ворога Японської імперії, якого слід «заарештувати та стратити», його включили до списку звільнених з японської армії. Кандзі Ісівари повернувся до Ямагати, де продовжував писати та вивчати сільське господарство до кінця війни.
Після закінчення другої світової війни Верховний головнокомандувач союзними силами викликав Кандзі Ісівару як свідка захисту в Міжнародному військовому трибуналі для Далекого Сходу. Проти самого Кандзі Ісівари ніколи не було висунуто жодних звинувачень, можливо, через його публічну опозицію до Тодзьо Хідекі, війні в Республіці Китай та раптового японського нападу на Перл-Харбор. Кандзі Ісівара продемонстрував свій старий вогонь перед американським прокурором, стверджуючи, що президент США Гаррі Трумен має бути звинувачений у масових бомбардуваннях японських мирних жителів.

## Видатні твори
- 1929 Sensōshi Taikan (戦争史大観), або Великий огляд (Огляд, Загальний огляд) історії війни англійською мовою
- 1940 Sekai Saishū Senron (世界最終戦論), або Про останню світову війну (Армагеддон) англійською мовою

## зовнішні посилання
- Ammenthorp, Steen. Kanji Ishiwara. The Generals of World War II.